# Zagreb Karate Fest – Top Ten
Zagreb Karate Fest  sastoji se od dva natjecanja: Otvorenog prvenstva Zagreba za sve uzraste i Top Ten za žene na kojem sudjeluje 10 aktualnih seniorskih osvajačica medalja sa Svjetskog i Europskog prvenstva. Organizira Zagrebački karate savez. Jedinstveno je karate natjecanje u svijetu i dobilo je epitet najjačeg natjecanja za žene u karate sportu. Osim za prestiž natjecateljice se bore i za zavidan nagradni fond (ponekad izražen u $ a ponekad u €) u ovom amaterskom sportu - prve četiri natjecateljice osvajaju 2000/1000/?/? ili 2000/1500/1000/500, a ponekad samo finalistice osvajaju novčanu nagradu 2000/1000.
Utemeljitelji turnira su Novica Bogdanović, Lana Susović i Slobodan Pupovac.
Natjecanje je open weight i održava se prema WKF pravilima. Format natjecanja se mijenjao. Nekad natjecanje počinje osminom finala u kojoj se samo četiri djevojke bore, a ostale su slobodne i prolaze u četvrtinu finala. Nekad su natjecateljice podijeljene u dvije grupe po pet iz koje dvije najuspješnije nastupaju u finalu.

## Izdanja
- Najviše nastupa:
- Najviše nastupa bez titule:

| Izdanje | Pobjednice                  | Finalistice            | Polufinalistice                                 | Ostale natjecateljice (abecedno) | Ref           |
| ------- | --------------------------- | ---------------------- | ----------------------------------------------- | --- | ------------- |
| 2020.   | Irina Zaretska              | Marina Raković         | Tjaša Ristić,                                   | Nikola Bartha, Sadea Bećirović, Lucija Čatlak, Ivona Čavar, Laura Potisk, Anita Serogina, Ingrid Sučankova, Anzhelika Terliuga                                                     | [ 9 ] [ 7 ]   |
| 2019.   | Ivana Perović               | Nikola Bartha          | Ingrid Suchankova, Marina Radičević             | Sadea Bećirović, Ana Marija Bujas-Čelan, Alessia Coppola Neri, Tjaša Ristić, Anita Tadić, Lejla Topalović                                                                          | [ 10 ]        |
| 2018.   | Ana Lenard                  | Nikola Bartha          | Marina Radičević, Maša Vidić                    | Ana Marija Bujas-Čelan, Ivona Ćavar, Dina Loncić, Tjaša Ristić, Nataša Stefanovska, Lora Ziller                                                                                    | [ 11 ]        |
| 2017.   | Hana Antunović              | Ana Marija Bujas Čelan | Ivanna Zaytseva, Ana Lenard                     | Farida Aliyeva, Kaja Budič, Meltem Hocaoglu, Jovana Preković, Aleksandra Stubleva, Lora Ziller                                                                                     |               |
| 2016.   | Maša Vidić (Martinović) (2) | Anita Serogina         | Cristina Vizcaino Gonzalez, Jennifer Warling    | Kaja Budič, Merve Çoban, Dragana Konjević, Jovana Preković, Nathalie Reiter, Ivanna Zaytseva                                                                                       | [ 12 ]        |
| 2015.   | Maša Martinović             | Sanja Cvrkota          | Marina Raković, Inga Sheroziia                  | Shymaa Abou-El-Yazed (Al Sayed), Meltem Hocaoglu, Lucie Ignace, Ana Lenard, Viktoria Semanikova, Anita Serogina                                                                    | [ 3 ]         |
| 2014.   | Jennifer Warling            | Viktorija Semanikova   | Anita Serogina, Tjaša Ristić                    | Nadege Ait-Ibrahim, Ivana Bebek, Sanja Cvrkota, Ana Lenard, Maša Martinović, Jelena Preković                                                                                       | [ 13 ]        |
| 2013.   | Inga Sheroziia (2)          | Sanja Cvrkota          | Maša Martinović, Sandra Metzger                 | Nikola Bartha, Ivana Bebek, Ana-Marija Čelan, Ana Lenard, Laura Pradelli, Jana Vojtikevičova                                                                                       | [ 14 ] [ 15 ] |
| 2012.   | Inga Sheroziia              | Azra Saleš             | Ana-Marija Čelan                                | ?? Ivana Bebek, Meltem Hocaoglu, Mirsada Suljkanović, Radka Krejčova, Maša Martinović, Vasiliki Panetsidou, Marina Raković, Anita Serogina, Hafsa Seyda Burucu, Jana Vojtikevičova | [ 16 ] [ 17 ] |
| 2011.   | Ana Marija Čelan (2)        | Hafsa Seyda Burucu     | Maša Martinović, Vicky Panetsidou               | ?? Alisa Buchinger, Irene Colomar, Tamara Fillipović, Laura Pasqua, Mirsada Suljkanović                                                                                            | [ 18 ] [ 19 ] |
| 2010.   | Ana Marija Čelan            | Mirsada Suljkanović    | Petra Volf                                      | | [ 20 ]        |
| 2009.   | Elisa Au Fonseca            | Arnela Odžaković       | ??Petra Naranđa, Eva Medvedova, Katarina Strika | Ema Aničić, Nadja Bratic, Ana-Marija Čelan, Eva Medvedova, Petra Naranđa, Maria Sobol, Katarina Strika, Petra Volf                                                                 | [ 21 ] [ 22 ] |
| 2008.   | Arnela Odžaković            | Petra Volf             | Merima Softić, Ana-Marija Čelan                 | Alexia Karypidou, Eva Medvedova, Iva Peternel, Nina Sipari, Maria Sobol, Biljana Stojović                                                                                          | [ 23 ] [ 24 ] |
| 2007.   | Petra Volf                  | Nepoznata kratica »«   |                                                 | |               |
| 2006.   | Jelena Kovačević            | Merima Softić          |                                                 | ?? Gulduren Čelik, Kesila Hagaduš, Milica Iličkova, Eva Medmedova, Petra Narandža, Snežana Perić, Nina Sipari                                                                      | [ 25 ] [ 26 ] |
| 2005.   | Merima Softić               | Nepoznata kratica »«   |                                                 | Maja Janković, Zsuzsanna Klima, Petra Narandža, |               |
| 2004.   | Yıldız Aras                 | Nepoznata kratica »«   |                                                 | |               |
| 2003.   | Snežana Perić               | Nepoznata kratica »«   |                                                 | |               |

Info
1. ↑  Zrakoplov iz Ukrajine zbog oluje nije krenuo na vrijeme pa je u posljednji trenutak umjesto Anite Serogine u turnir ušla Ana Marija Bujas-Čelan.
2. ↑  Zbog bolesti, u posljednji trenutak dolazak je otkazala braniteljica naslova Sheroziia.